# ULD
ULD (angleško: unit load device) je aluminijast zabojnik ali paleta za uporabo na letalih. Uporabljajo se za prtljago, tovor in pošto. ULD-ji precej olajšajo nakladanje in raztovarjanje, podobno kot univerzalni zabojniki na kontejnerskih ladjah. ULD se uporabljajo na skoraj vseh širokotrupnih letalih in na nekaterih ozkotrupnih, odvisno od dimenzij tovornega prostora. Večina ULD-jev je prirezana v enem kotu zaradi prilagajanja obliki trupa letala.